# Mecha

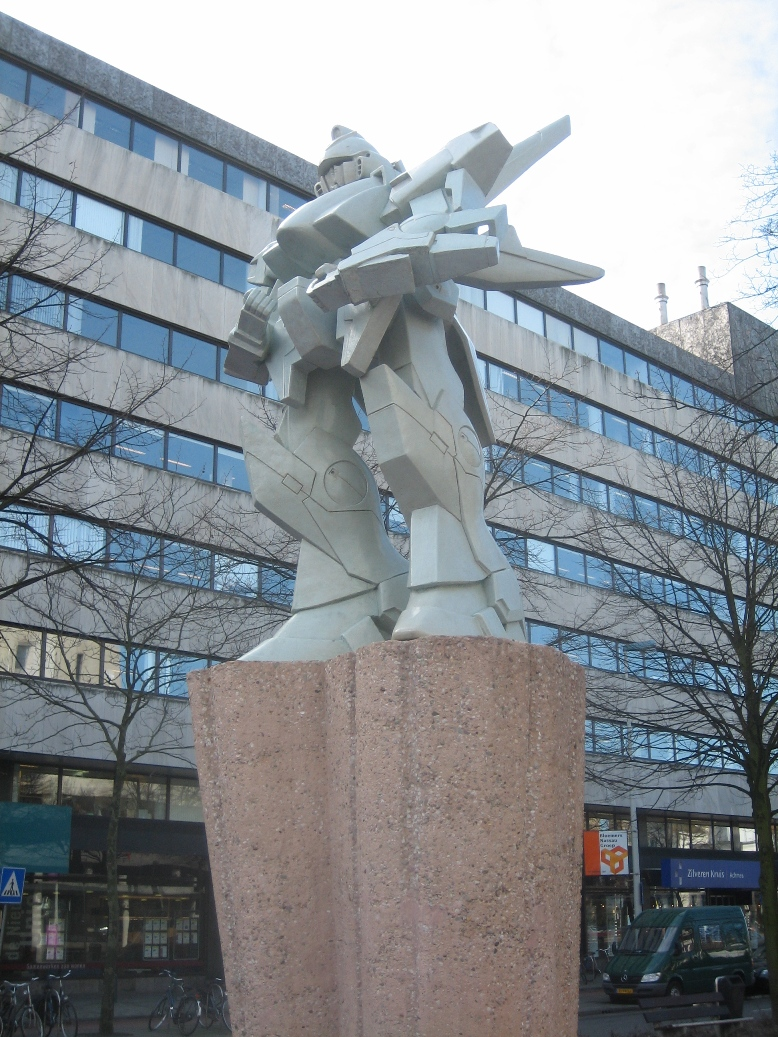
Statue d'un mecha exposée à Rotterdam.

Le terme mecha (メカ, Meka, apocope japonaise des anglais empruntés « mechanics » et « mechanical » [« machine/mécanique »]), désigne un thème de science-fiction qui met en scène des personnages utilisant ou incarnant des armures robotisées, généralement motorisées et de forme humanoïde.
C'est aussi un sous-genre des mangas et anime. Il apparaît dans les années 1960 et reste particulièrement populaire jusqu'à nos jours. Ses séries les plus représentatives sont Mazinger Z, Goldorak, Gundam, Macross et Evangelion.
Par métonymie, mecha désigne également l'armure ou machine robotisée elle‑même. Généralement, sa fonction principale sera le combat contre d'autres mecha (cas récurrent de science‑fiction militaire japonaise), les mecha étant en effet le plus souvent des sortes de chars d'assauts humanoïdes puissamment armés.

## Description
Un mecha peut avoir la taille de plusieurs étages (Mazinger Z ou Goldorak), de la Terre (Gunbuster), voire de plusieurs galaxies dans le cas le plus extrême (Tengen Toppa Gurren Lagann) et dispose alors d'un poste de pilotage, ou au contraire être de taille humaine comme les landmates dans Appleseed. Des séries comme Super Dimension Fortress Macross mettent en scène des mecha ayant la capacité de se transformer en véhicule. Pour se démarquer les uns des autres, la plupart des séries de manga ou d'anime essayent d'innover dans le design des mecha. Il en existe donc de toutes les formes et de toutes les tailles.
Parmi les séries de mecha les plus connues, on trouve :
- la série des Gundam
- Macross/Robotech
- Goldorak
- Evangelion
- Infinite Stratos
- Patlabor
- Bakuretsu Tenshi
- Overman King Gainer
- Blue Gender
- Vision d'Escaflowne (Tenkū no Esukafurōne)
- Code Geass
- Gurren Lagann

Si une série a du succès, ses mecha sont très souvent disponibles en jouets ou maquettes dans les magasins spécialisés, comme pour la série Gundam.
Le terme mecha est une abréviation de mechanics (mécanique). Au Japon, ce terme peut s'appliquer à tout élément mécanique : robots, donc, mais aussi véhicules, armes, machines, etc.

## Formes et développement du genre mecha au Japon

### Apparition
Le premier manga mettant en scène un robot est Astro, le petit robot d’Osamu Tezuka, publié à partir de 1952. Dans cette série des plus populaires, Astro est un robot autonome, doué de sentiments humains et mû par une pile atomique (d’où son nom en japonais, Atomu).
Le premier manga de robot géant est Tetsujin 28-gō de Mitsuteru Yokoyama paru en 1956. Dans cette série, Shotaro Kinta, un jeune garçon de dix ans, télécommande un robot géant conçu par son père à la fin de la Seconde Guerre mondiale ; au lieu de l’utiliser comme arme de guerre, Shotaro utilise le robot pour lutter contre le crime et la pègre. Contrairement à Astro, les éléments du mecha sont cette fois en place, notamment la relation entre le jeune garçon et le puissant robot qui gagne l’intérêt des jeunes Japonais.
Pour Schodt : « Astro et Tetsujin 28 sont les ancêtres de tous les robots japonais fantastiques qui suivirent, en particulier des deux genres qui cohabitent de nos jours : les robots entièrement autonomes et ceux qui requièrent une intervention humaine pour fonctionner. »

### Les super robots
Les séries comme Tetsujin 28-gō présentent l’inconvénient de créer une distance entre le robot et son pilote. Mazinger Z de Gō Nagai innove en mettant pour la première fois en scène un robot géant piloté de l’intérieur, dans la tête, ce qui a l’avantage de confronter directement le héros, et donc le spectateur, à l’action, tout en résolvant le problème de la personnalisation du robot, ici en symbiose avec le pilote pour former une nouvelle entité,. Cette idée plaît grandement aux jeunes Japonais et Mazinger Z remporte un succès important. Durant toute la décennie 1970, de nombreuses séries imitent ou reprennent l’idée du robot fantastique piloté de l’intérieur : Great Mazinger (1974) et Goldorak (1975) – les deux suites de Mazinger Z –, Getter Robo (1974), Yūsha Raideen de Yoshiyuki Tomino (1975), Chōdenji Robo Combattler V (en) (1976), Gaiking (1976)... Les enfants japonais grandissent avec ces robots et la multitude de jouets qui en sont dérivés,.
Ces séries sont rétrospectivement classées dans le genre nommé super robots, robotto anime ou école orthodoxe. Elles partagent plusieurs éléments récurrents dans la forme du récit. En premier lieu, les robots y sont toujours surpuissants, fantastiques, parfaitement irréalistes. Souvent, ils sont issus d’une société extraterrestre en avance ou d’un glorieux passé oublié. Ils illustrent l’intérêt des Japonais pour la technologie et la science occidentale après les bombardements atomiques de Hiroshima et Nagasaki. Ensuite, le héros est toujours un jeune garçon ordinaire, mais impliqué par hasard dans une vaste guerre qui menace généralement la survie du Japon ou de la Terre. Le garçon accepte donc de devenir un héros pour sauver le monde. Ces séries sont très manichéennes, présentant généralement les héros comme maîtrisant les plus hautes vertus de la société japonaise, tandis que les envahisseurs sont cruels, autoritaires et inhumains. Enfin, le héros réel, qui donne souvent son nom à la série, est le robot et non son pilote, ou du moins l’union du pilote et du robot. Il y a presque une relation filiale entre le jeune garçon et le robot, ce dernier permettant au héros de passer à l’âge adulte,.
Dans ces séries, la relation avec le traumatisme de la Guerre du Pacifique reste forte. En premier lieu, comme avancé plus haut, elles montrent un « quasi-fétichisme » de la puissance technologique par les Japonais, au point de devenir selon Greenfield une « société en symbiose avec la machine ». Goldorak en revanche montre en 1975 un groupe de héros extraterrestres, qui défendent le monde contre des monstres venus d’ailleurs, et qui incarnent selon Pellitteri les Américains luttant bravement contre le fascisme.

### Les real robots
En 1979 sort Mobile Suit Gundam de Yoshiyuki Tomino, qui met en scène une guerre entre les habitants de la Terre et ceux de colonies spatiales. Cette série a un impact profond sur le genre, car elle crée un nouveau courant du mecha nommé real robots ou robots réalistes, en opposition aux super robots. En effet, l’idée maîtresse de Gundam est de ramener les robots (nommés mobile suits) au rôle de simples armes produites industriellement pour la guerre,. Techniquement, le plus grand soin est donné à leur animation, en respectant les lois physiques et en leur conférant une puissance plus ordinaire. Ces robots peuvent être facilement endommagés ou détruits, et requièrent une logistique poussée. Plus profondément, le récit de Gundam suit également une approche plus réaliste, en repoussant tout manichéisme ou idéalisme. Tomino mêle intrigues politiques, stratégies martiales, crimes de guerre et souffrance des protagonistes, tant bons que mauvais,,. Maintenir une ambiguïté sur les véritables méchants est un principe récurrent chez Tomino ; ainsi, le personnage de Char Aznable est tour à tour protagoniste et antagoniste dans la franchise. Par conséquent, l’accent n’est plus mis sur les robots, mais sur les personnages et l’intrigue. S’il existe des robots un peu plus puissants dans la série, généralement nommés Gundam, leur pilote n’échappe pas pour autant à la souffrance, à la douleur de voir la perte d’un être cher ou à l’absurdité de la guerre. La tâche des « héros Gundam », comme les nomme Appelbaum, est de racheter les erreurs des adultes dans une guerre qui n’est pas la leur.
Culte au Japon, la franchise Gundam compte une vingtaine de séries, et de nombreuses œuvres de real robots apparaissent rapidement après elle, dont la franchise Macross (concurrente directe de Gundam), Aura Battler Dunbine (1983), Armored Trooper Votoms (1983), Patlabor (1989), Gasaraki (1998), etc. Outre les robots et les scénarios réalistes, ces séries se rapprochent aussi souvent du space opera, comme Space Battleship Yamato de Leiji Matsumoto sorti peu avant en 1974. Leurs récits sont temporellement situés dans une histoire et un univers de fiction plus vastes, une « grande narration » que le spectateur reconstruit de lui-même,. Ces longues franchises plaisent particulièrement à un public d’adolescents ou de jeunes adultes, ainsi qu’aux « otaku ». L’une des explications du succès du real robot est qu’il touche les fans des supers robots qui, devenus adultes, recherchent des scénarios plus matures,. Les produits dérivés des séries suivent la même évolution en passant des jouets aux maquettes complexes et minutieuses à monter, tels les Gunpla.
Le real robot marque également une rupture avec la perception de la technologie et de la guerre. Loin d’idéaliser le combat ou la machine, Tomino montre au contraire l’absurdité de la guerre et illustre dans ses séries que les premières victimes sont toujours les civils, tout comme ils le furent durant la Seconde Guerre mondiale. Il est d’ailleurs connu pour faire mourir nombre de ses personnages, y compris principaux, dans ses œuvres. Ce trait lui vaut le surnom de « Kill them all, Tomino ».

### Synthèse des genres
Les real robots s’imposent rapidement à la télévision japonaise après Gundam jusqu’à nos jours, bien que des séries de super robots continuent à être produites. Toutefois, en 1995, Neon Genesis Evangelion de Hideaki Anno marque une nouvelle rupture dans le genre mecha, en proposant d’une part un mélange des supers et des real robots, en incorporant d’autre part un scénario encore plus sombre inspiré des séries de science-fiction à l’univers déshumanisé tel Bubblegum crisis (1987). Dans Evangelion, de jeunes adolescents, garçons et filles, pilotent des sortes d’êtres organiques, les Eva, contre les Anges dans un monde proche de sa destruction finale. Comme les super robots, les Eva sont fantastiques et surpuissantes, et combattent des ennemis non humains menaçant la terre. Et tout comme les real robots, l’accent est également mis sur la science et le mal-être des héros, de nombreuses scènes d’introspection émaillant la série, y compris lors des combats. Aussi la souffrance, la crise existentielle et les rapports sociaux difficiles des héros sont-ils prégnants dans la série. Concernant les robots, l’élément novateur réside dans la quasi-fusion de l’Eva avec le jeune pilote, qui est plongé dans une sorte de liquide évoquant le liquide amniotique,. De plus, les « robots » sont en fait des clones organiques du premier Ange, et ont été dessinés pour la première fois sans le concours des fabricants de jouets. Il en résulte un aspect nouveau, filiforme, mettant l’accent sur le déplacement et la vitesse plutôt que la force.
Evangelion rencontre un fort succès si bien que plusieurs séries s’en inspirent plus ou moins directement, tels RahXephon de Yutaka Izubuchi (2002) ou Eureka Seven de Tomoki Kyoda (2005). À la différence des real robots, le monde de fiction occupe une place moins importante dans Evangelion, qui préfère développer son récit et son thème sans mettre l’accent sur l’univers. Cela permet à Anno de rapprocher son œuvre du mythe. Pour Azuma et Abel, le public n’est de nos jours plus intéressé par les vastes récits de space opera, préférant des séries plus ponctuelles, de spectacle immédiat et intense.
Après des années difficiles, la franchise Gundam renoue avec le succès avec d’abord Gundam Wing (1995), puis Gundam Seed (2002) ; les héros y sont de séduisants jeunes hommes qui permettent d’ouvrir la franchise et le genre mecha à un public féminin jusqu’alors ignoré. Vision d'Escaflowne (Tenkū no Esukafurōne, 1996) suit la même approche en mêlant shōjo et shōnen.
Dans de nombreuses séries des années 1990 et 2000, les robots ne sont plus réellement l’élément central, mais apparaissent en combinaison avec d’autres éléments, comme l’heroic fantasy dans Escaflowne, le cyberpunk dans Bubblegum crisis, le drame dans Code Geass (2006), ou la parodie dans Gurren Lagann (2007).

## Bandes dessinées
- Manga
  - Astro, le petit robot, Osamu Tezuka (1952)
  - Tetsujin 28-gō, Mitsuteru Yokoyama (1956)
  - Mazinger Z, Go Nagai (1972)

- Autres :
  - les exo-tanks utilisés par la Légion dans Thierry Cailleteau (sc.) et Olivier Vatine (d.), Corail noir, t. 4, coll. « Aquablue », 1993

## Anime
Plusieurs anime utilisent l'univers des mecha au Japon ; filmographie sélective :
- L'Empire des Cinq, (Acrobunch) (TV, 1982)
- Albegas, (Lightspeed ElectroGod Albegas) (TV, 1983)
- Aldnoah zero (TV, 2014)
- Argento Soma (TV, 2000)
- Armored Fleet Dairugger XV (ou Voltron) (TV, 1982)
- Bannō bunka Nekomusume (TV, 1994)
- AM Driver (Get Ride! Amdriver) (TV, 2004)
- Magma Taishi (TV, 1993)
- Armitage III (1995)
- Assemble Insert (1989)
- Aura Battler Dunbine (TV, 1983)
- Battle Skipper (1995)
- Beast King GoLion (1981)
- Bakuretsu Tenshi (TV, 2004)
- Blue Comet SPT Layzner (TV, 1985)
- Blue Gender (1999)
- Bokurano, notre enjeu (TV, 2007)
- Brain Powerd (TV, 1998)
- Bubblegum Crisis (1987)
- Code Geass (TV, 2005)
- Chōdenji Machine Voltes V (TV, 1977)
- Chō Kōsoku Galvion (TV, 1984)
- Candidate for Goddess (TV, 2000)
- Chōja Reideen (Reideen the Superior en Europe)
- Code Geass Hangyaku no Lelouch (TV, 2007)
- Dai-Guard (TV, 1999)
- Dual! Parallel Trouble Adventures (TV, 1999)
- Escaflowne - Une fille sur Gaïa (film, 2000)
- Eureka Seven (TV, 2005)
- Full Metal Panic! (TV, 2002)
- Galactic Gale Baxinger (1983)
- Goldorak (TV, 1975)
- Ghost in the Shell
- Gravion (en) (TV, 2002)
- Gunbuster (OAV)
- Gundam (franchise, TV, OAV, films, créée en 1979)
- Gunparade March (en) (TV, 2003)
- Gun X Sword (TV, 2005)
- Hoshi no koe (OAV, 2002)
- Jinki:Extend (TV, 2005)
- Kurogane no Linebarrels (TV, 2008)
- Raimuiro senkitan (TV, 2003)
- Macross (franchise, TV, OAV, films, créée en 1982)
- Mai HiME (TV, 2004)
- Maze Bakunetsu Jikū (TV, 1997)
- Mazinger Z (TV, 1972)
- Metal Armor Dragonar (TV, 1987)
- Muv-Luv Alternative: Total Eclipse (TV, 2012)
- Neoranga (TV)
- Neon Genesis Evangelion (TV, 1995)
- Planetes (TV, 2001)
- Patlabor (1989)
- RahXephon (TV, 2002)
- Reideen (TV, 2007)
- Ride Back (TV, 2009)
- Revisions (TV, 2019)
- Robotics;Notes (TV, 2012)
- Roujin Z (film, 1991)
- Sakura Taisen (TV, 2000)
- Sakura Wars : Film (film, 2001)
- Samurai 7 (TV, 2004)
- Shingeki no Kyojin  (TV, 2011)
- Sōkō Kihei Votoms  (TV, 1983)
- Soukyū no Fafner - Dead Aggressor (franchise, TV, OAV, films, créée en 2004)
- Sousei no Aquarion (TV,2005)
- Space Runaway Ideon (TV, 1980)
- Special Armored Battalion Dorvack (TV, 1983)
- Tengen Toppa Gurren Lagann (TV, 2007)
- Tetsujin 28-gō (TV, 1963)
- Transformers (TV, 1984)
- Transformers: Zone (TV, 1990)
- The Big O (2003)
- Yūsha shirei Daguon (1996)
- Ōgon yūsha Gorudoran (1995)
- The End of Evangelion (film, 1997)
- Tri-zenon (TV)
- Vandread (TV, 2000)
- Vision d'Escaflowne (Tenkū no Esukafurōne, TV, 1996)
- Armored Trooper VOTOMS (TV, 1983-2009)
- Yūsha Raideen (Brave Raideen) (1975)
- Zone of the Enders: Idolo (OAV, 2001)
- Zone of the Enders: Dolores, i (TV, 2001)
- "Darling in the Franxx" (2018)

## Films
- Aliens, le retour (1986) : l'exosquelette de manutention utilisé par Ellen Ripley
- Star Wars : les TB-TT Walker de Star Wars, épisode V : L'Empire contre-attaque (1980) et les TR-TT du Retour du Jedi (1983)
- Matrix Reloaded et Matrix Revolutions (2003) : « APU »
- La Guerre des mondes (2005) : les « Tripods »
- Avatar (2009)
- District 9 (2009)
- Pacific Rim (2013) et Pacific Rim Uprising (2018) : les « Jaegers »
- Starship Troopers 3: les armures « Marauder»
- La Franchise Godzilla (1954 - 2020) : MechaGodzilla, Mecha King Ghidorah et CyberZilla

## Séries télévisées
- Bomber X (1983)

## Jeux
Plusieurs jeux utilisent l'univers des mecha.

### Jeux de société
- AT-43 (jeu de figurines avec Mechas par RACKHAM, éditeur de Confrontation (jeu de figurines))
- BattleTech (jeu de guerre, 1984)
  - Technoguerriers (Mechwarrior, jeu de rôle adapté de Battletech)
- Heavy Gear (jeu de rôle et jeu de société)
- Mobile Frame Zero[31]
- Mekton Z (jeu de rôle)
- Robotech (jeu de rôle adapté de l'anime)
- Warhammer 40,000 (jeu de figurines)
- Scythe (jeu de société)

### Jeux vidéo
- Mechwarrior Online
- Air Mech (jeu vidéo)
- Warface (jeu vidéo)

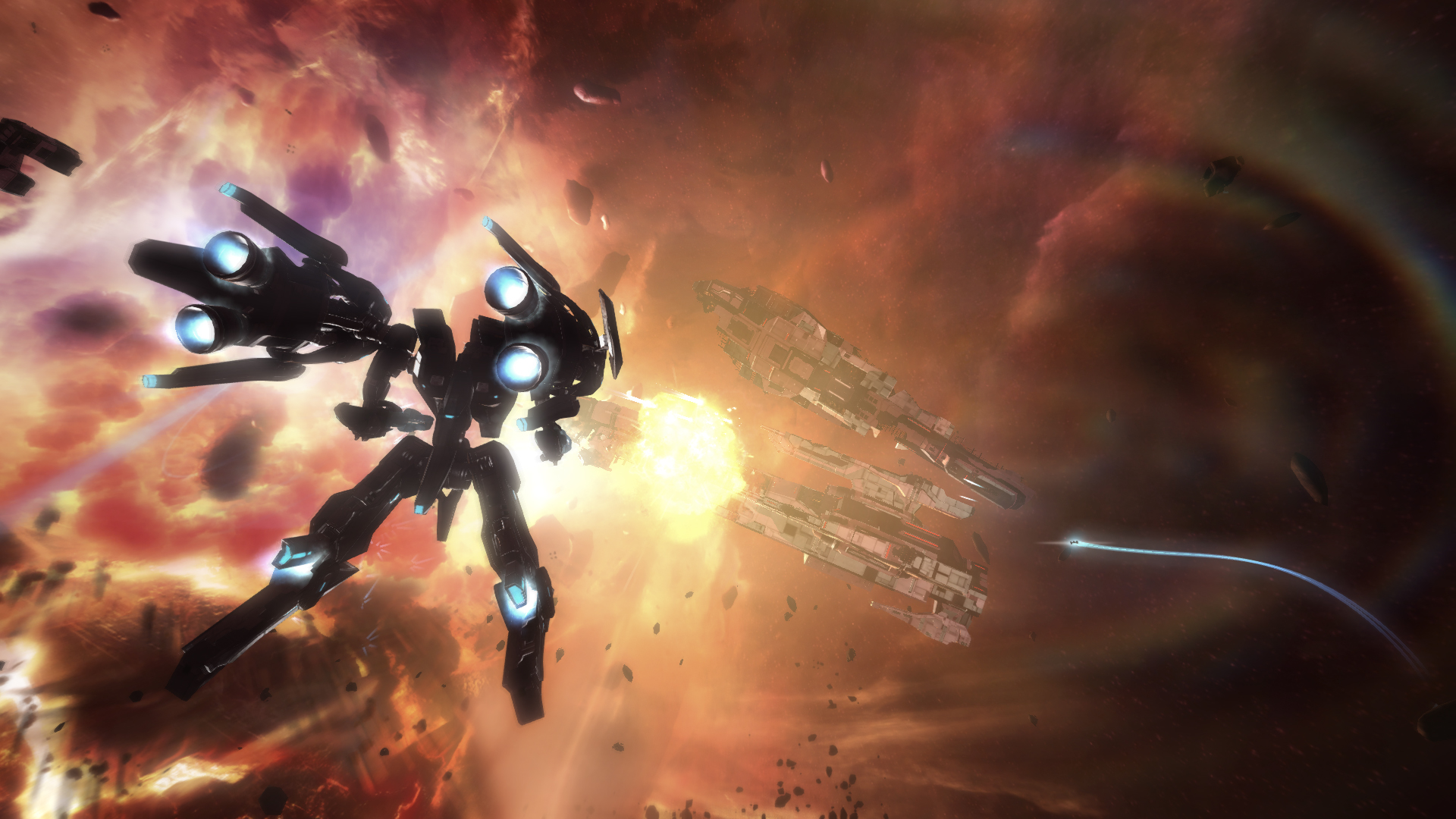
Le jeu-vidéo Strike Suit Zero met le joueur aux commandes d'un mecha.

- Cybernator connu au Japon sous le nom Assault Suits Valken
- Cyber Troopers Virtual-On
- Mass Effect, Mass Effect 2, Mass Effect 3
- Hawken (jeu vidéo)
- Titanfall
- Exteel
- Xenogears
- The Granstream Saga (jeu de type action-RPG)
- Xenosaga
- Armored Core
- Front Mission
- Halo 4
- Metal Gear Solid
- Shogo: Mobile Armor Division
- Steel Battalion
- Anubis: Zone of the Enders
- Lost Planet ainsi que les opus suivant avec les V.S. (Vital-Suit, Combinaison de survie en français)
- Battlefield 2142
- Ring of Red
- Bangai-O Spirits
- Mytran Wars (psp)
- MechWarrior (série de jeux)
- Omega Boost
- MechaClash (jeu sur navigateur)
- Xenoblade
- EarthBound (Porky Minch, le deuxième méchant principal de la série se déplace dans un mecha-araignée lourdement armé. Ce mecha maintient aussi Porky en vie, ce dernier étant gravement malade en raison des effets secondaires d'une machine spatiotemporelle.)
- Overwatch (avec la coréenne D.Va)
- Iron Harvest
- Super Mecha Champions

À noter que la plupart des jeux ne sont pas japonais, donc plutôt loin de l'esprit original du genre mecha.
Il existe aussi une série de jeux vidéo crossover (fiction) du nom de Super Robot Wars mêlant personnages et mecha d'anime célèbres (ou moins connus) tels que Mobile Suit Gundam, Neon Genesis Evangelion ou encore Macross.